# Pontiac G6
La Pontiac G6 est le nom d'une berline, d'un coupé et d'un coupé-cabriolet qui représentent le cœur de la gamme Pontiac en Amérique du Nord. Elle fut lancée en septembre 2004 pour l'année-modèle 2005, tout d'abord en berline, puis en 2005 en version coupé et cabriolet (année-modèle 2006). Elles remplacent les Grand Am, dont le dernier renouvellement date de 1998, et sont vendues exclusivement en Amérique du Nord.
La G6 reprend la plate-forme GM Epsilon qu'elle partage avec de nombreux autres modèles de la galaxie GM, comme les Cadillac BLS, Opel Vectra et Insignia, Saab 9-3 connues en Europe ou encore comme les Chevrolet Malibu et Saturn Aura vendues uniquement en Amérique du Nord.
Pour la promouvoir, Pontiac a réalisé un gros coup marketing en offrant une G6 à tous les invités, ainsi qu'à tous les spectateurs, de l'émission The Oprah Winfrey Show de la célèbre présentatrice américaine Oprah Winfrey. Ainsi, 276 G6 avaient déjà trouvé preneur quelques mois avant son lancement officiel.
La production de la Pontiac G6 s'est arrêtée le 25 novembre 2009 dans l'usine d'Orion (Michigan).

## G6 Sedan (2005-2010)
Lancée fin 2004, la G6 berline est la première à apparaître. Longue de 4,80 m, elle adopte le nouveau style Pontiac, inauguré par le premier Vibe lancé deux ans plus tôt.

### Versions GTP et GXP
En 2005, Pontiac lance la version sport de la G6, appelée GTP. Elle dispose alors d'un V6 3,9 litres de 240 ch. Fin 2006, elle remplace le 3,9 L pour un 3,6 L de 252 ch.
À la fin 2007, Pontiac la rebaptise GXP et conserve le V6 de 3,6 L.

### Motorisations
La G6 Sedan est disponible avec quatre moteurs essence :
- 4 cylindres, 2,4 litres 164 ch. (2005-2010) ;
- V6 3,5 litres, 200 ch (2004-2006) ;
- V6 3,5 litres, 219 ch (2007-2010) ;
- V6 3,5 litres, 224 ch (2006-2007) ;
- V6 3,9 litres, 240 ch, GTP (2005-2006) ;
- V6 3,6 litres, 252 ch, GTP & GXP (2006-2010).

Elle existe avec une boîte manuelle à six rapports (3,9 L), ou en automatique à quatre vitesses (2,4 L et 3,5 L) ou six vitesses (3,6 L).

### Galerie

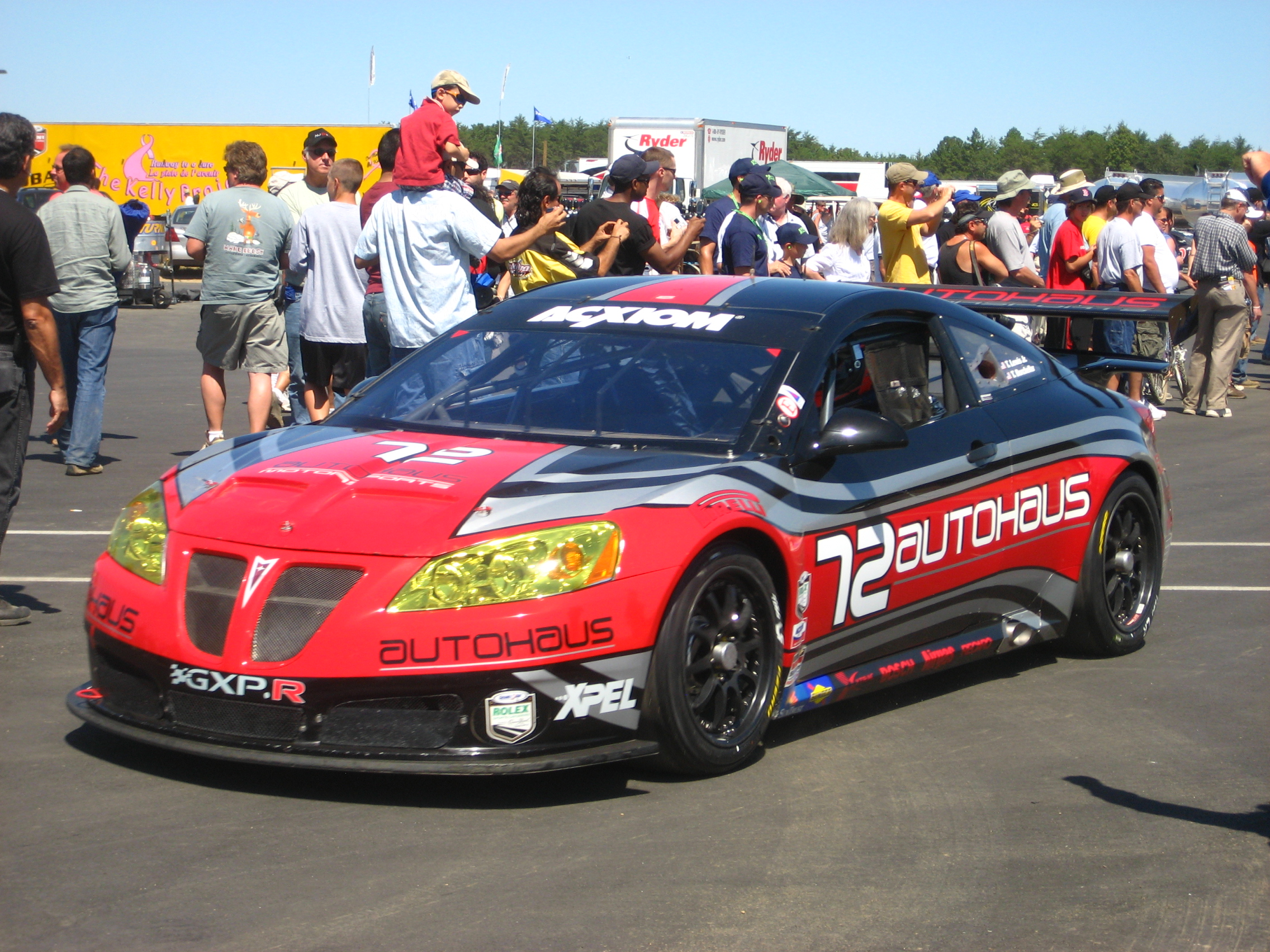
GXP-R
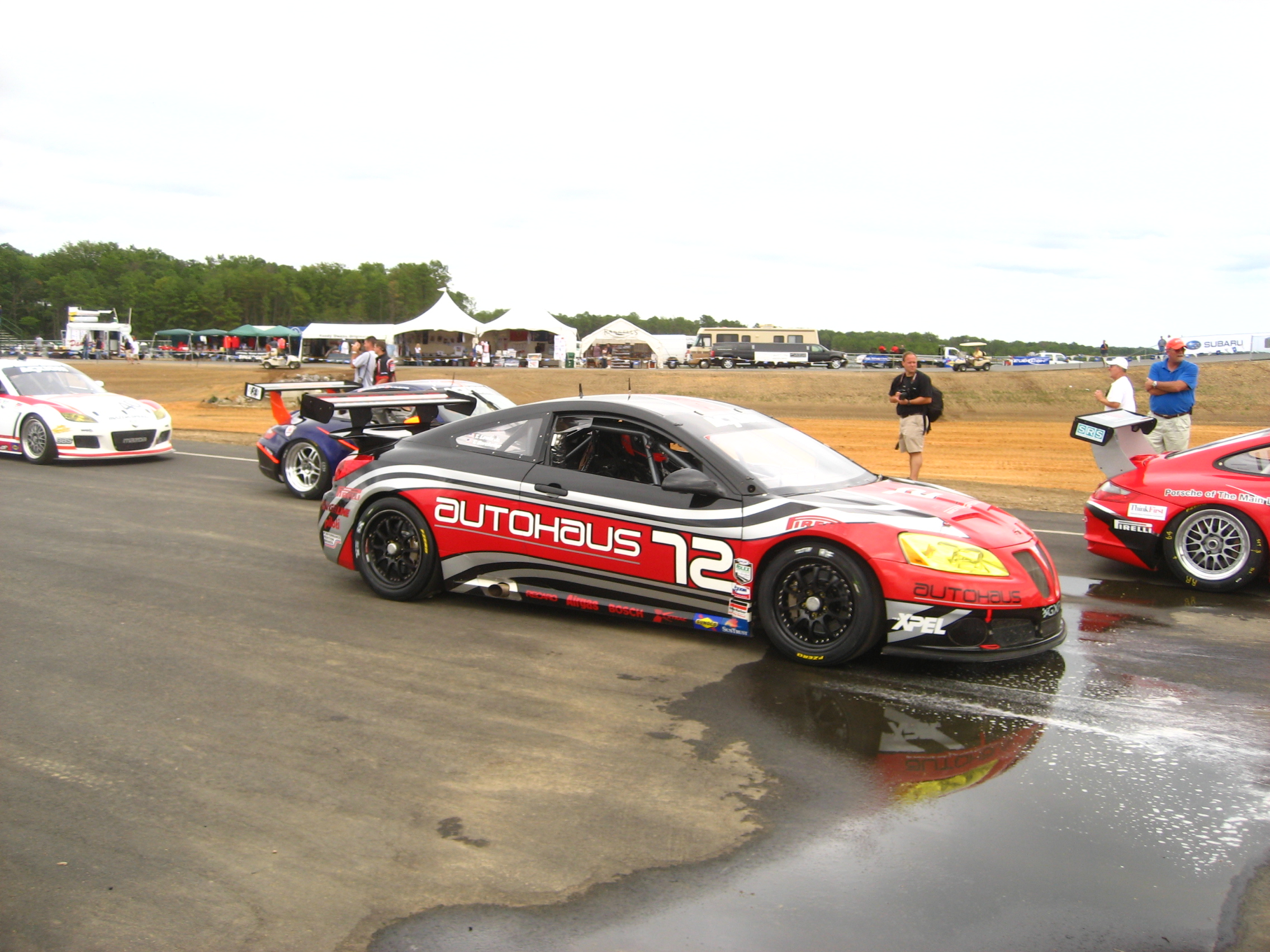
GXP-R
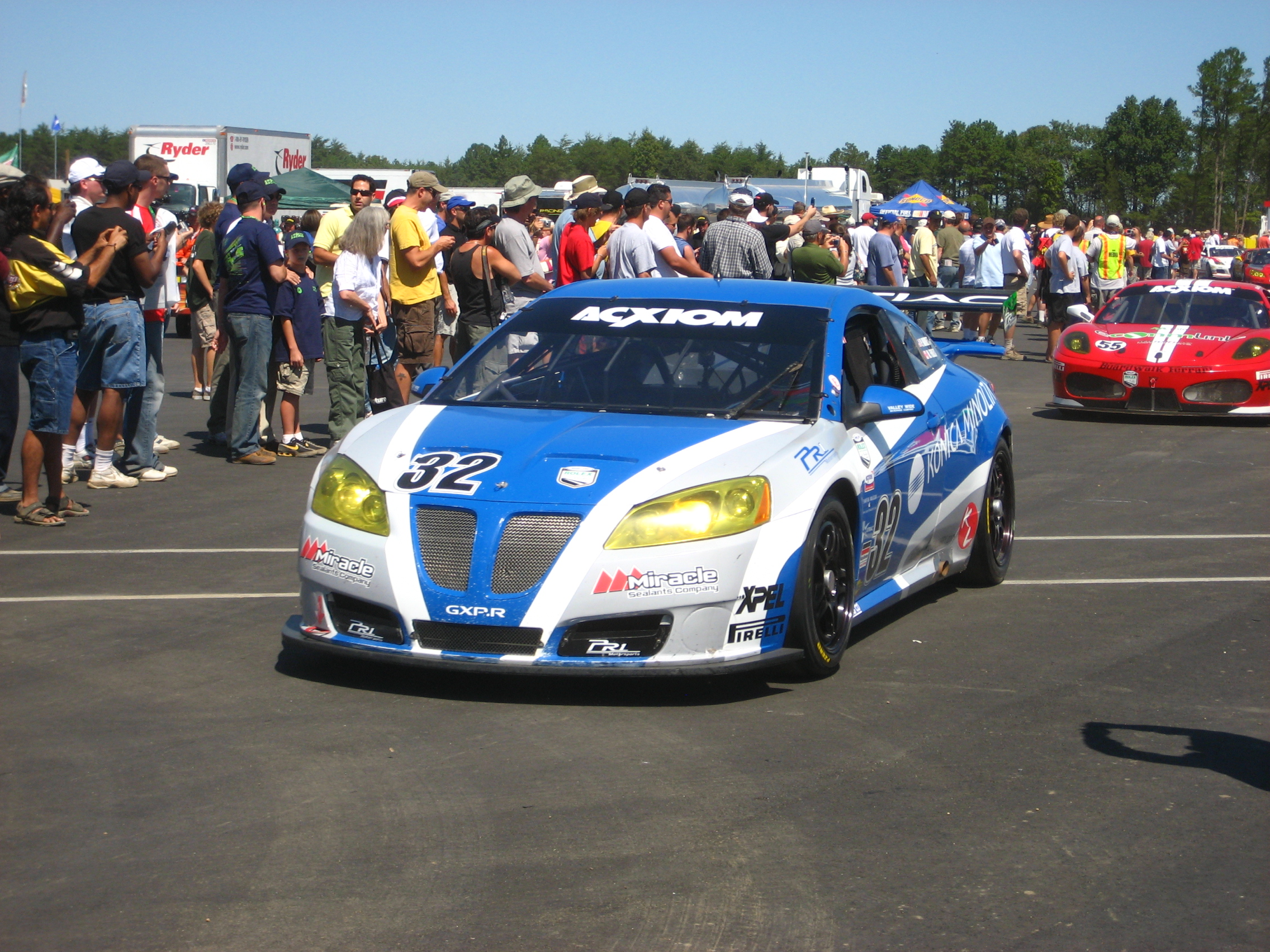
GXP-R

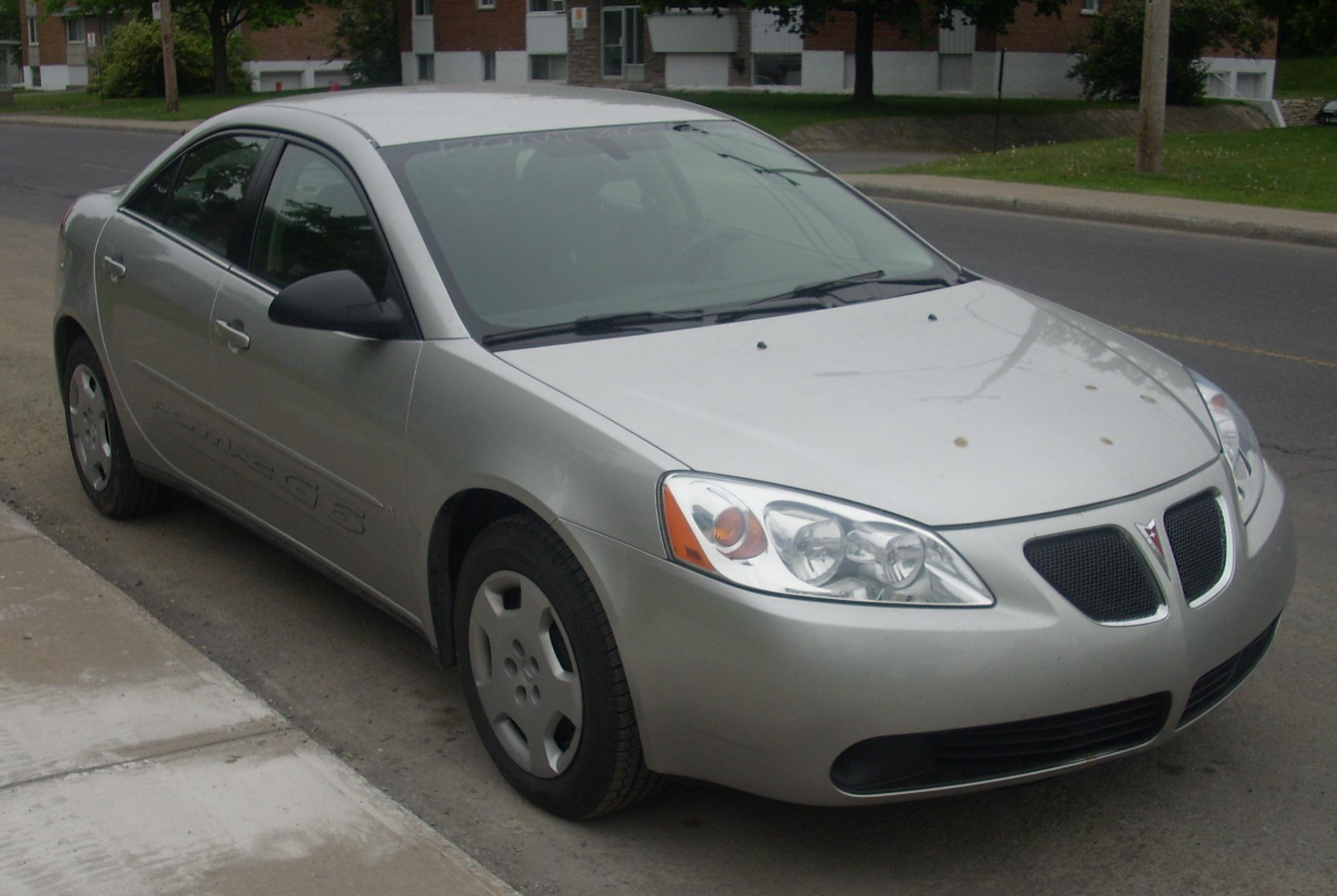
G6 Sedan
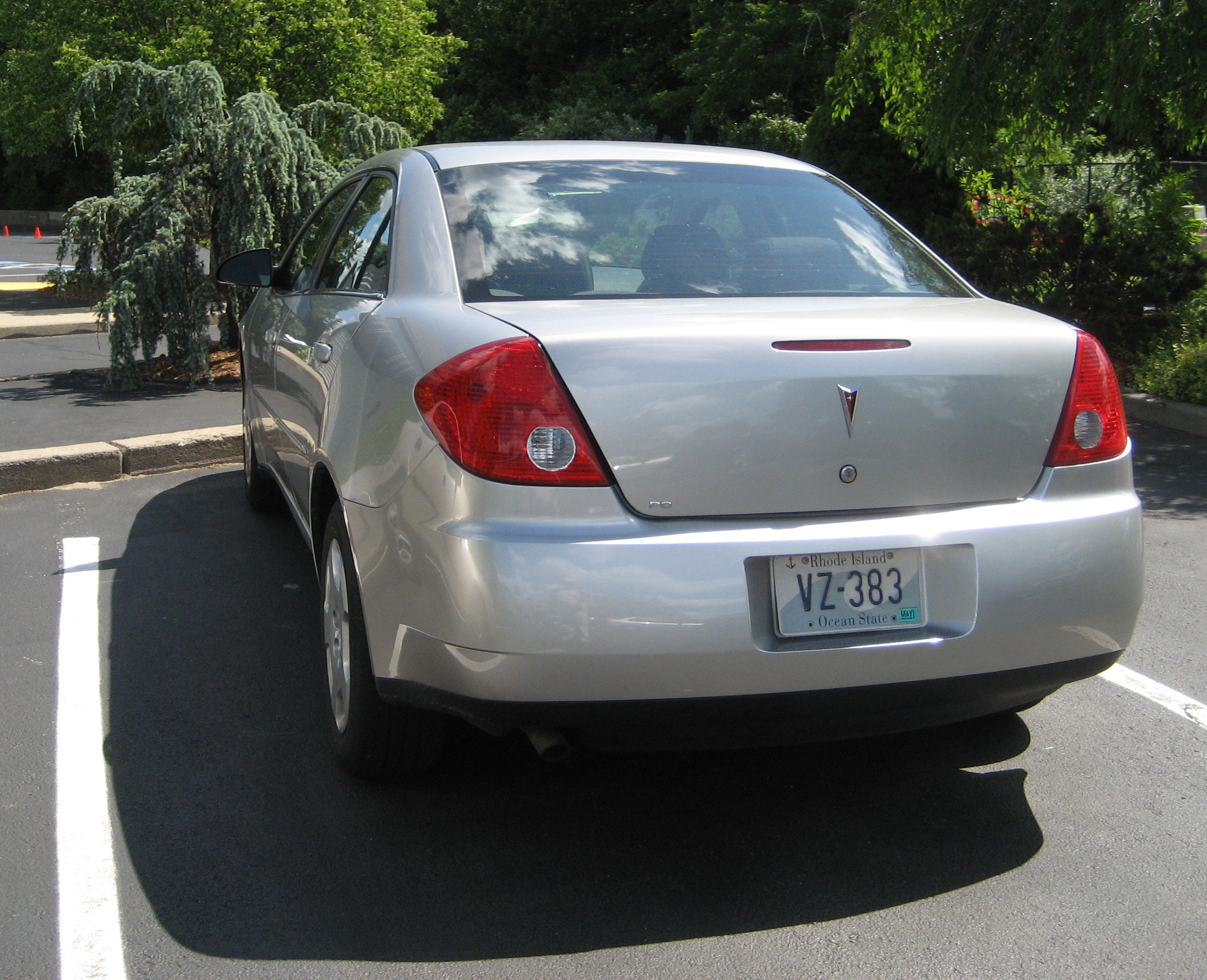
G6 Sedan
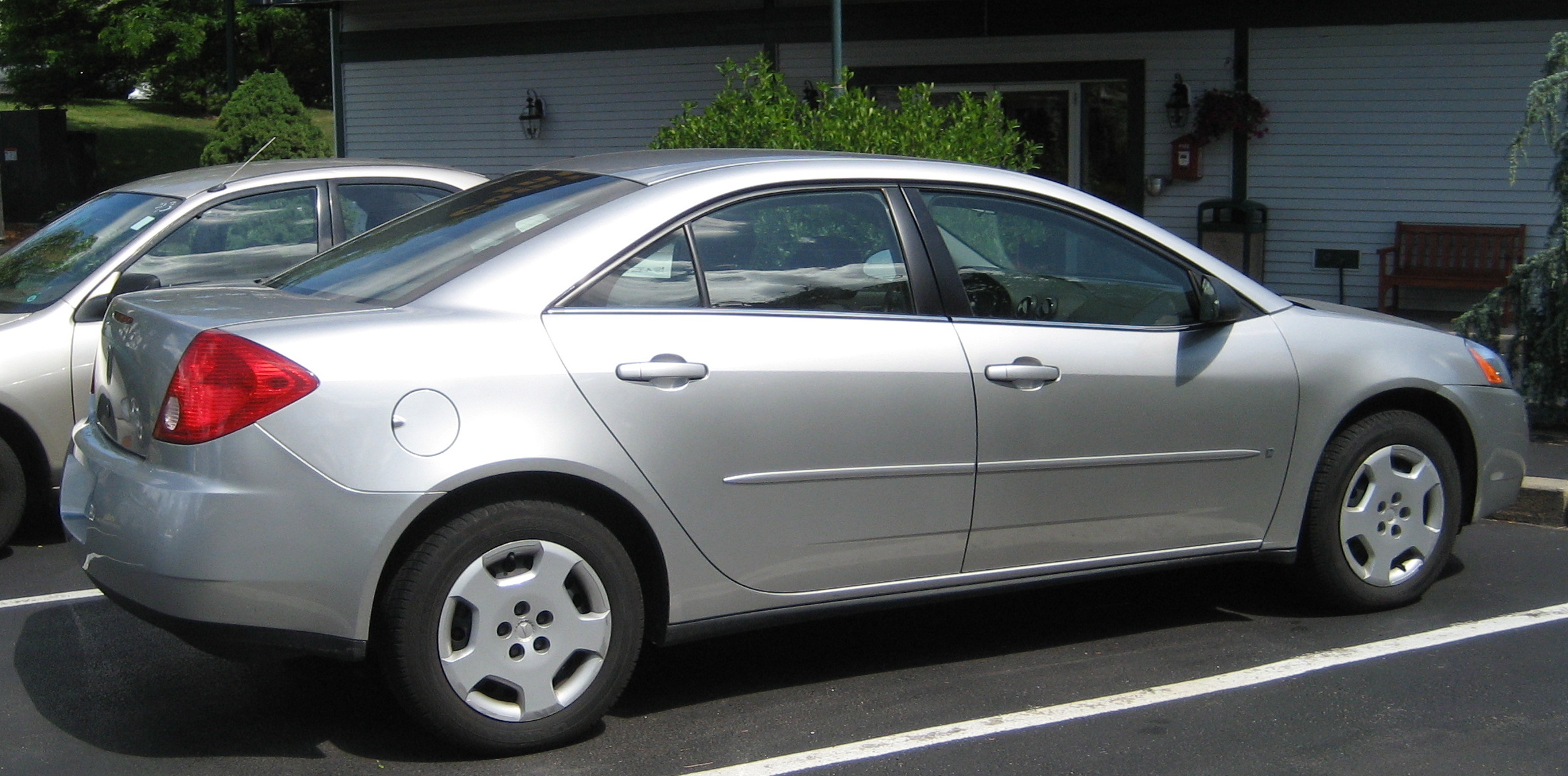
G6 Sedan

## G6 Coupé (2006-2010)
Lancée au début 2005, la version coupé remplace la Grand Am Coupé qui date de 1998. Elle est aussi longue que la berline, mais elle se dispense du quatre cylindres.

### Version GXP
Fin 2006, Pontiac lance la version sport GXP. Elle reprend le V6 3,6 L de 252 ch de la berline. Cette version se distingue par un kit carrosserie complet.

### Motorisations
La version coupé de la G6 dispose de trois moteurs essence :
- V6 3,5 litres, 200 ch (2005-2006) ;
- V6 3,5 litres, 219 ch (2007-2010) ;
- V6 3,5 litres, 224 ch (2006-2007) ;
- V6 3,9 litres, 240 ch (2005-2007) ;
- V6 3,6 litres, 252 ch, GXP (2006-2010).

Ce coupé est disponible avec une boîte manuelle à six rapports (3,9 L), ou en automatique à quatre (3,5 L et 3,9 L) ou six vitesses (3,6 L).

## G6 Convertible (A.M. 2006 - 2010)
Dernière version à être lancée, la version cabriolet dispose d'un toit rigide rétractable, ce qui fait d'elle un coupé cabriolet, ce qui est très rare en Amérique du Nord. Comme la version coupé, elle se dispense du quatre cylindres mais aussi de version sport.

### Motorisations
La G6 Convertible est disponible avec deux moteurs essence :
- V6 3,5 litres, 200 ch (2005-2006) ;
- V6 3,5 litres, 219 ch (2007-2008) ;
- V6 3,5 litres, 224 ch (2006-2007) ;
- V6 3,9 litres, 222 ch (2007-2010) ;
- V6 3,9 litres, 240 ch (2005-2007).

Elle dispose d'une boîte manuelle à six vitesses ou d'une automatique à quatre rapports.

## Sport Automobile: la GXP-R
Pontiac fait participer un modèle basé sur la G6 Coupé, la GXP-R, dans le Rolex Sports Car Series dans la catégorie GT. Elle remplace le modèle qui était basé sur le coupé Monaro.

### Motorisation
La GXP-R dispose d'un V8 essence développant approximativement 450 ch.

### Galerie
- GXP-R
- GXP-R
- GXP-R

## Ventes aux États-Unis
| Année | Ventes  | Diff.     |
| ----- | ------- | --------- |
| 2004  | 16 185  |           |
| 2005  | 124 844 | + 671,4 % |
| 2006  | 157 644 | + 26,3 %  |
| 2007  | 150 001 | - 4,8 %   |
| 2008  | 140 240 | - 6,5 %   |
| 2009  | 87 171  | - 37,8 %  |
| 2010  | 479     | - 99,5 %  |
| Total | 676 564 |           |

Note : les versions coupés et cabriolets sont compris dans ces résultats.
Depuis sa commercialisation fin 2004, la G6 a une bonne carrière même si elle est très loin de ses principales concurrentes japonaises comme les Nissan Altima, Honda Accord et autres Toyota Camry. Ses résultats sur l'année 2009 sont marqués par l'annonce de l'arrêt par General Motors de la marque Pontiac, et la production de la G6 à l'usine d'Orion Township s'arrête le 25 novembre 2009.